# ثورة 1854 في إسبانيا
ثورة 1854 والتي عرفت أيضا باسم فيكالفارو (بالإسبانية: Vicálvaro)‏ نسبة لقرية فيكالفارو القريبة من مدريد (وهي الآن إحدى ضواحي مدريد). وفيها حدثت مواجهة بين قوات المتمردين بقيادة الجنرال ليوبولدو أودونيل والقوات الحكومية، أعقب التمرد العسكري انتفاضة شعبية وقعت في الفترة بين 28 يونيو - 28 يوليو 1854 في ايزابيل الثانية. مما وضع حدا للعشرية المعتدلة (1844-1854) وفسح المجال لفترة السنتين التقدمية (1854-1856).

## انتشار الثورة

### المرحلة الأولى للثورة
وقعت أكثر الحوادث قوة في فبراير 1854 عندما حاول الأنصار العسكريبن للحزب الديمقراطي القيام بانتفاضة في سرقسطة بدعم من العناصر المدنية لكنه فشل.
أدى انتهاك التاج في استخدام أدواته البرلمانية أواخر العشرية المعتدلة إلى تقارب بين الجنرال المعتدل رامون ماريا نارفايس و«المتشددين» المعتدلين خواكين فرانسيسكو باتشيكو وريوس روساس مع زعيم التقدميين الجنرال بالدوميرو إسبارتيرو وسالوستيانو أولوزاغا، الذي قدم لتشكيل لجنة انتخابية لتقديم مرشحين مشتركين في الانتخابات بهدف الحفاظ على حكومة تمثيلية رأوها أنها في خطر. وقد قام «المتشددون» باتشيكو وريوس روساس بالإتصال بعدد من الشخصيات العسكرية مثل الجنرال أودونيل والتقدميين مثل الجنرال دومينغو دولسي وروس دي اولانو، لتنظيم انتفاضة تهدف إلى ارغام الملكة اليزابيث الثانية لاستبدال حكومة الكونت سان لويس التي تفتقر إلى دعم البرلمان، وقد بدء الجنرال أودونيل في تمرده يوم 28 يونيو عام 1854، ولكن بعد يومين من المواجهة مع قوات الحكومة في بلدة فيكالفارو القريبة من العاصمة مدريد -والتي سمي التمرد باسم القرية- وكانت النتيجة غير الحاسمة، لذلك فقد انسحبت قوات أودونيل جنوبا فطاف لامانتشا ثم اتجه نحو البرتغال، في انتظار وحدات عسكرية أخرى تنضم إلى حركته.
سعى الجيش بعد فشل الانقلاب إلى جلب الدعم الشعبي، فالتقى الجنرال أودونيل مع سيرانو في مانزاناريس فأقنعه أن من الضروري إعطاء تلك الثورة منعطف جديد من خلال تقديم تغييرات سياسية «التي لم تكن من النوايا الأولى». وهكذا أصدرا معا بيان مانزاناريس الذي كتبه الشاب أنطونيو كانوباس ديل كاستيو في 7 يوليو 1854:
نتمنى الحفاظ على العرش ولكن بدون البطانة السيئة؛ ونحن نرجو أيضا ممارسة صارمة للقوانين الأساسية، قبل كل شيء تلك الانتخابات والصحافة (...)؛ نرجو من أصحاب الأسبقية والكفاءة أن تحترم في العمل المدني والعسكري (...)؛ وكذلك الميليشيا الوطنية. هذه هي نوايانا، التي نعبر بصراحة دون فرضها على الأمة. أجهزة الحكومة يجب أن تتشكل في المقاطعات الحرة، والبرلمان سيجلبها لهم معا، واخيرا فإن الأمة نفسها هي من تضع الأطر المحددة لتجديد الليبرالية التي نصبو إليها.

وهكذا سعى المتآمرون إلى «تجميع المعارضة لحكومة الكونت سان لويس والحصول على المزيد من عناصر الضغط على الملكة». وجاء البيان بوعد «للتجديد الليبرالي» من خلال الموافقة على قوانين الصحافة والانتخابات الجديدة ودعوة البرلمان واللامركزية الإدارية وعودة الميليشيات الوطنية، وكلها مقترحات كلاسيكية من حزب التقدم.

### المرحلة الثانية للثورة

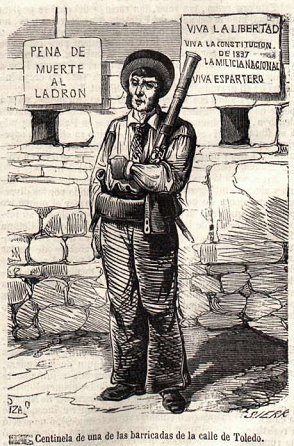
حارس أحد المتاريس في شوارع طليطلة.

وما أن تم توزيع بيان مانزاناريس على الجماهير يدعوهم إلى الانتفاض. حتى أتت ردة الفعل الشعبية مباشرة، فاندلعت الثورات والهيجان الشعبي في أنحاء البلاد بقيادة التقدميين والديمقراطيين دعما للبيان. وهكذا بدأت المرحلة الثانية التي سميت لاحقا «ثورة 1854» فاندلعت انتفاضة يوم 14 يوليو في برشلونة -فكان الأمر خطيرا للغاية بسبب مساهمة العمال فيها- ثم في يوم 17 يوليو في مدريد، فتم الاعتداء قصور الماركيز دي سالامانكا-، ورئيس الحكومة الكونت سان لويس. فلجأت الملكة الأم ماريا كريستينا دي بوربون مع أطفالها إلى قصر الشرق. وطال الاعتداء أيضا على سجن سالاديرو لتحرير البرلمانيين الديمقراطيين. وأيضا ثارت انتفاضات عنيفة مشابهة في كلا من شقر وقونكة ولوغرونيو وفالنسيا وسرقسطة وبلد الوليد. وقد أخذ طابع التمرد في بلد الوليد إلى اضطرابات معادية للضرائب [الإنجليزية] وصرخة «خبز أكثر وضريبة استهلاك أقل»، واستمرت تلك الوتيرة في مدن مقاطعة قشتالة و ليون والمدن الأستورية. ووفقا للمصادر المؤكدة، فقد سعى الثوار أيضا إلى عودة الميليشيا الوطنية، والغاء دستور 1845 والعفو العام عن السجناء السياسيين. وحسب المصادر ذاتها فإن تم تمويل هذا التمرد أتى من مختلف القطاعات الاقتصادية.
ونظرا لتدهور الوضع فقد عزلت الملكة سارتوريوس في 17 يوليو وحلت محله الجنرال دي كوردوبا ولكنه لم يلبث سوى يومين وحل محله دوق ريفاس ولكنه أيضا لم يلبث سوى يومين، وذلك لأن متمردي مدريد قد ملئوا شوارع المدينة بالحواجز، مما صعب من مهمة التفاوض لحل وسط مع زعماء التمرد وهم أودونيل وإسارتيرو. مما حدا بالملكة أن تحل الحكومة وتستدعي الجنرال بالدوميرو إسبارتيرو -وربما أخذا بنصيحة والدتها الملكة الأم- لتشكيل الحكومة. ولقبول المنصب طالب إسبارتيرو بانعقاد مجلس تأسيسي، ومطالبة الملكة الأم ماريا كريستينا للرد على اتهامات الفساد ون تنشر إيزابيل بيان يعترف بالأخطاء التي ارتكبت. قبلت الملكة جميع الشروط ونشرت في 26 يوليو البيان الذي وجه إلى البلد الذي قالت فيه:
وقد قام الجنرال إسبارتيرو بمدخله المظفر في مدريد في 28 يوليو والذي حظي بهتاف جماهيري وعانق عدوه القديم الجنرال أودونيل. وهكذا بدأت فترة السنتين التقدميتين (1854-1856).

## قائمة المراجع
- Fontana، Josep (2007). La época del liberalismo. Vol. 6 de la Historia de España, dirigida por Josep Fontana y Ramón Villares. Barcelona: Crítica/Marcial Pons. ISBN:978-84-8432-876-6. {{استشهاد بكتاب}}: الوسيط غير المعروف |enlaceautor= تم تجاهله يقترح استخدام |author-link= (مساعدة)صيانة الاستشهاد: أسماء متعددة: قائمة المؤلفين (link)
- Pérez Garzón، Juan Sisinio (1978). Milicia nacional y revolución burguesa. Madrid. {{استشهاد بكتاب}}: الوسيط غير المعروف |enlaceautor= تم تجاهله يقترح استخدام |author-link= (مساعدة)صيانة الاستشهاد: أسماء متعددة: قائمة المؤلفين (link) صيانة الاستشهاد: مكان بدون ناشر (link)
- Vilches، Jorge (2001). Progreso y Libertad. El Partido Progresista en la Revolución Liberal Española. Madrid: Alianza Editorial. ISBN:84-206-6768-4. {{استشهاد بكتاب}}: الوسيط غير المعروف |enlaceautor= تم تجاهله يقترح استخدام |author-link= (مساعدة)صيانة الاستشهاد: أسماء متعددة: قائمة المؤلفين (link)

‌